# Distretto di Metuge
Il distretto di Metuge è un distretto del Mozambico di 42.935 abitanti.